# أنتوني أوبنهايمر
أنتوني أوبنهايمر (بالإنجليزية: Anthony Oppenheimer)‏ هو شخصية أعمال بريطاني، ولد في يونيو 1937 في المملكة المتحدة.